# Pastis
Pastis je druh anýzového alkoholického nápoje francouzského původu. Tento francouzský národní nápoj uvedený na trh roku 1932 Paulem Ricardem měl nahradit v té době zakázaný absint. Pastis je obvykle čirý s jantarovou barvou, avšak smíchaný s vodou se stává mléčně bílým. Obsah alkoholu je 40 %.

## Nejznámější značky Pastisu
- Ricard
- Pernod
- Le Pontarlier
- 51
- Pastouret
- Janot
- Duval